# Ağaverdioba
Ağaverdioba è un comune dell'Azerbaigian situato nel distretto di Xaçmaz. Conta una popolazione di 549 abitanti.